# (21696) Ermalmquist
(21696) Ermalmquist (1999 RC52) – planetoida z pasa głównego asteroid okrążająca Słońce w ciągu 3,51 lat w średniej odległości 2,31 j.a. Odkryta 7 września 1999 roku.